# Kąp (wieś)
Kąp (niem. Kampen) – wieś w Polsce, położona w województwie warmińsko-mazurskim, w powiecie giżyckim, w gminie Giżycko.
Wieś założona w 1507 roku. W latach 1975–1998 miejscowość administracyjnie należała do województwa suwalskiego. W XVI wieku istniała tu huta żelaza wytapianego z rudy darniowej.